# Nemotelus congruens
Nemotelus congruens är en tvåvingeart som beskrevs av Kertesz 1914. Nemotelus congruens ingår i släktet Nemotelus och familjen vapenflugor. Inga underarter finns listade i Catalogue of Life.